# Siphona tristis
Siphona tristis är en tvåvingeart som beskrevs av Robineau-desvoidy 1850. Siphona tristis ingår i släktet Siphona och familjen parasitflugor.
Artens utbredningsområde är Frankrike. Inga underarter finns listade i Catalogue of Life.